# Epping (metrostation)
Epping is een station van de Londense metro aan de Central Line. Het is tevens het noordelijke eindpunt van de metrolijn.

## Geschiedenis

### Stoomtreinen
In 1856 opende de Eastern Counties Railway (ECR) een dubbelsporige spoorlijn tussen Stratford en Loughton. In 1862 fuseerden verschillende spoorwegmaatschappijen in East Anglia, waaronder ECR, tot de Great Eastern Railway (GER). Deze GER bouwde een enkelsporige lijn ten noorden van Loughton naar Ongar, de lijn waaronder station Epping opende op 24 april 1865 is het station geopend aan de Great Eastern Railway. In 1892 werd het spoor verdubbeld tussen Loughton en Epping naar aanleiding van de groei van het treinverkeer. Dagelijks reden er 50 treinen tussen Liverpool Street en Loughton. Hiervan reden er 22 tot Epping en 14 reden helemaal door tot Ongar.

### Underground
In het interbellum werden rond Londen vele nieuwe woonwijken opgetrokken en in 1933 werd het OV in Londen genationaliseerd in de Londen Passenger Transport Board (LPTB). LPTB kwam met het New Works Programme 1935-1940 om knelpunten in het metronet aan te pakken en nieuwe woonwijken op de metro aan te sluiten. Onderdeel van het New Works Programme was de overname van de treindiensten ten noordoosten van Stratford, waarmee de stoomtractie ook vervangen zou worden door de elektrische metro. Door het uitbreken van de Tweede  Wereldoorlog bereikte de elektrificatie en daarmee de Central Line Epping pas op 25 september 1949. 
De elektrificatie ten noordoosten van Epping was pas 19 november 1957 gereed hoewel ook dat deel wel op 25 september 1949 onderdeel van de metro was geworden. British Railways onderhield van 25 september 1949 t/m 18 november 1957 een pendeldienst met stoomtreinen in opdracht van de underground. Na afloop van de Tweede Wereldoorlog was een groene gordel rond Londen afgekondigd zodat dit deel een enkelsporige lijn door landelijk gebied bleef. De overgang naar de metro leidde niet tot doorgaande diensten naar de stad en reizigers moesten normaal gesproken in Epping overstappen om de reis voort te zetten. Uiteindelijk gaf de regering in 1994 toestemming om de metro ten noordoosten van Epping te sluiten en sinds 30 september 1994 is Epping het noordelijke eindpunt van de Central Line. Het traject Epping - Ongar wordt sinds 2004 gebruikt door een toeristenspoorweg, de Epping Ongar Railway, maar heeft geen vast perron meer in Epping. Reizigers voor de Epping Ongar Railway worden tussen Epping en North Weald met een museumbus, de vintage route, vervoerd.

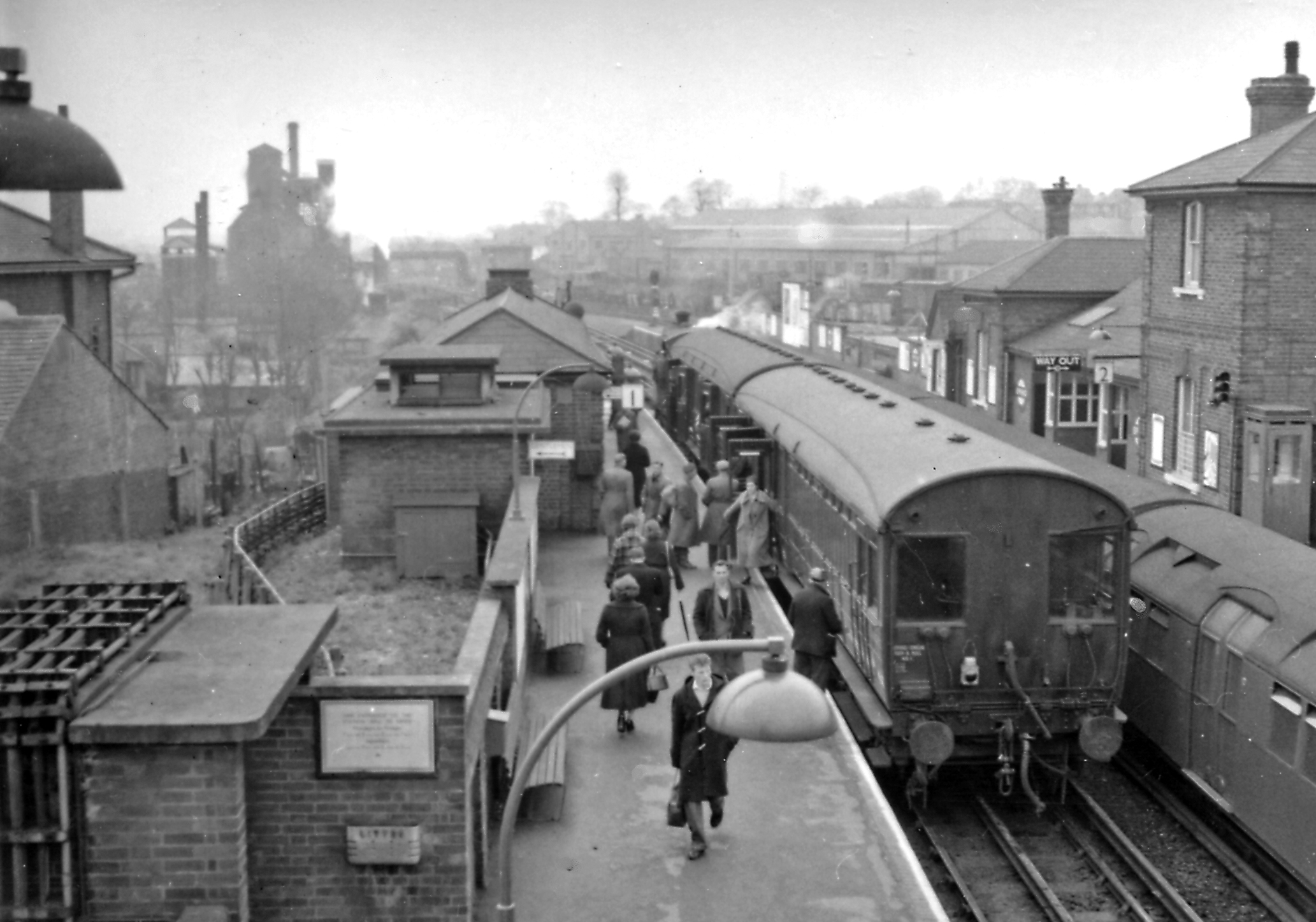
Stoompendel en metro naast elkaar in Epping op 9 maart 1957.
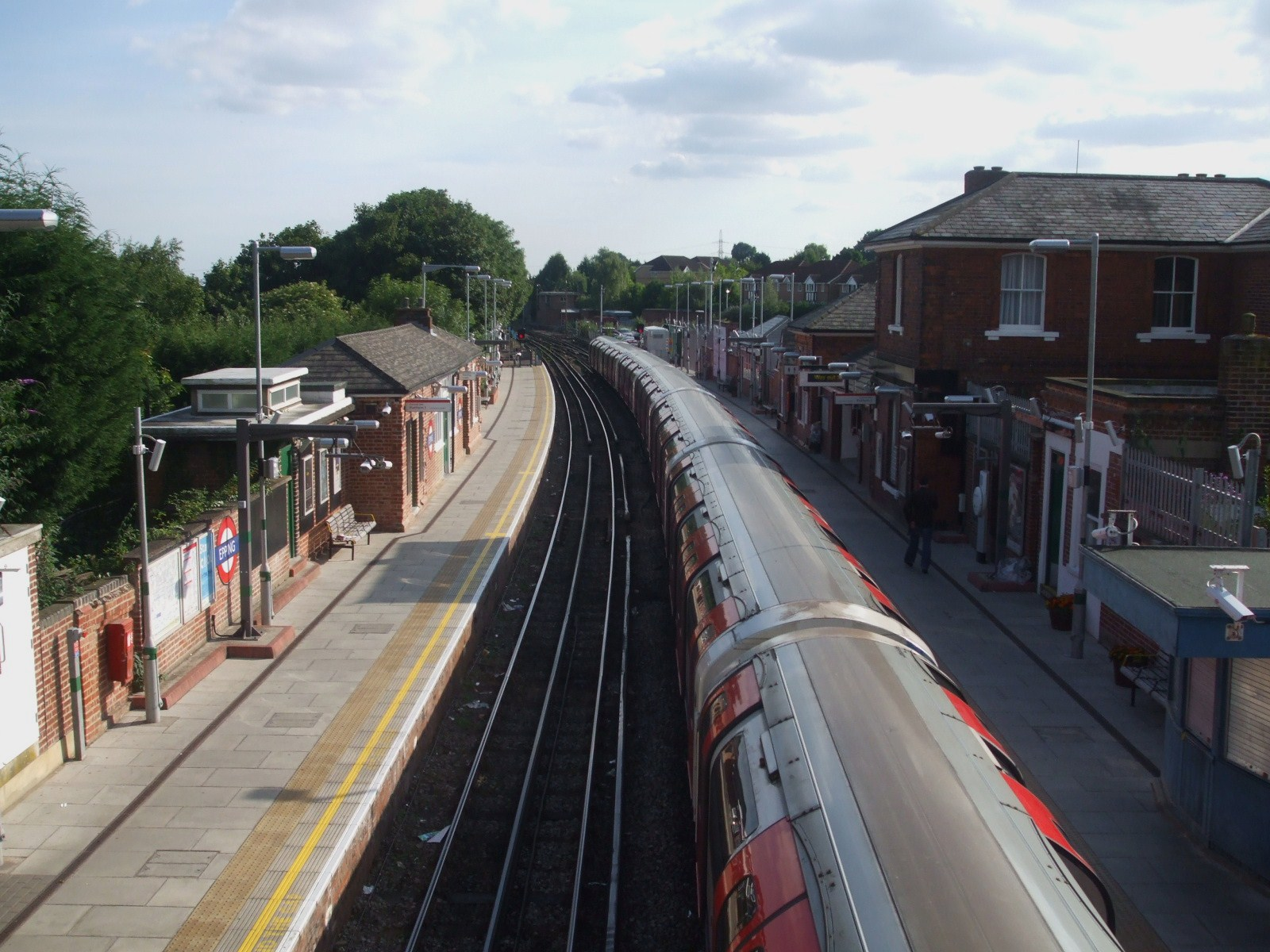
Hetzelfde punt op 4 juli 2009.
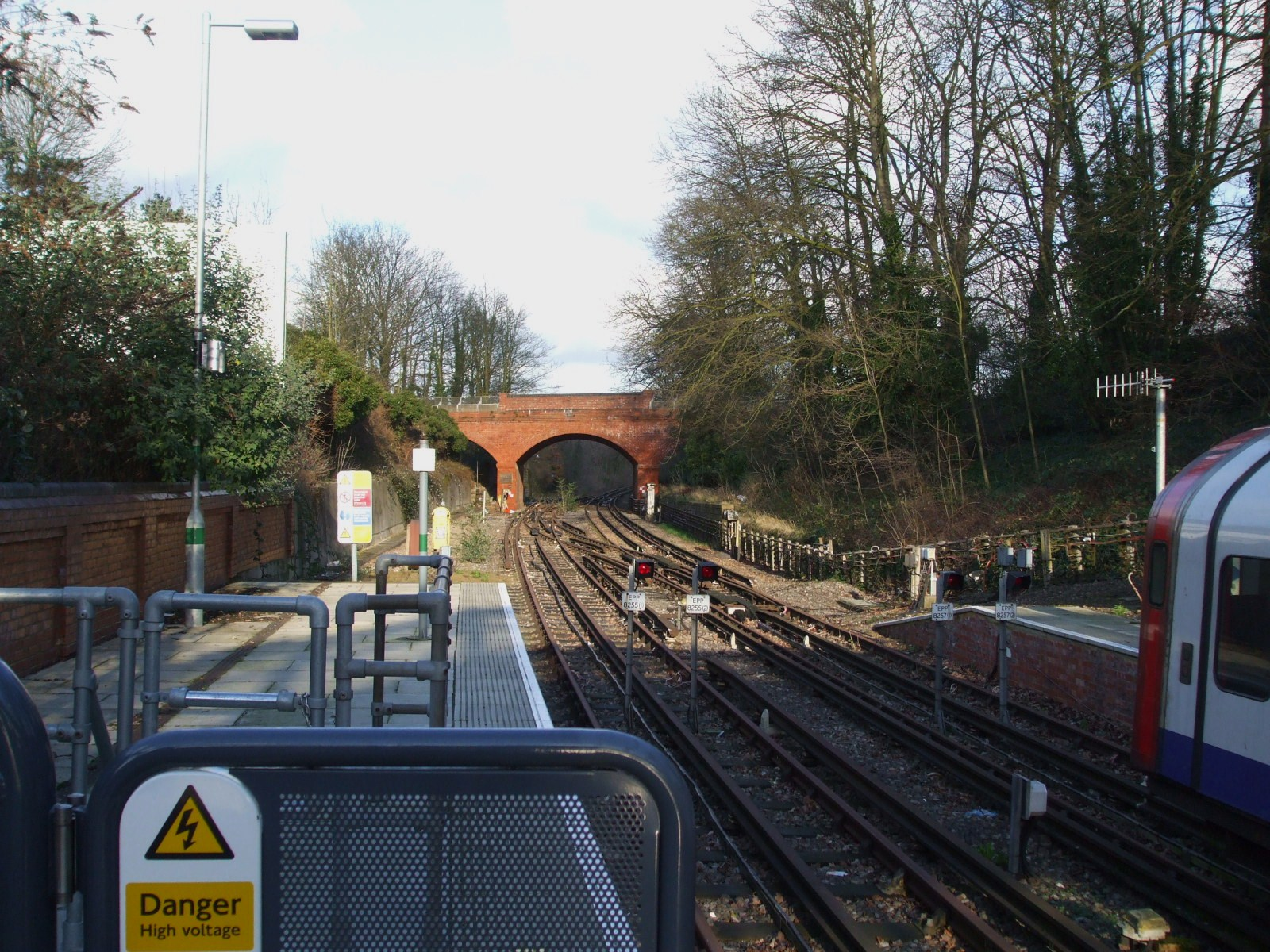
Het noordelijke einde van de Central Line, achter de brug ligt het baanvak naar Ongar.

### Plannen
Op 11 mei 2008 werd op de website van Downing Street een elektronische petitie begonnen waarin werd opgeroepen tot heropening van de stations van North Weald en Ongar, deze werd op 11 december 2008 afgesloten met 1012 handtekeningen. In 2012 begon de Epping-Ongar-Railway Ltd de lijn uit te baten als museumspoorlijn. Afhankelijk van de bekostiging en planning wil de museumlijn een nieuw station bouwen in de buurt van het metrostation genaamd Epping Forest omdat de museumlijn niet tot in het metrostation kan lopen.
Station Epping zou het eindpunt zijn van de Chelsea-Hackney-lijn (Crossrail 2).  Sinds 2013 zijn de route-opties voor deze voorgestelde lijn echter gewijzigd om in plaats van bij Epping te eindigen bij New Southgate. 

## Parkeer en Reis
Epping zag de reizigersstroom groeien sinds de inkorting van de metro als gevolg van de sluiting van de stations North Weald, Blake Hall en Ongar. Deze groei heeft zich doorgezet door de groei van Epping en de omliggende dorpen zelf. Daarnaast gebruiken veel inwoners uit Harlow , Bishop's Stortford en Chelmsford het station in plaats van de National Railstations aldaar, omdat het aanzienlijk goedkoper is om met de London Underground naar Londen te reizen dan om gebruik te maken van National Rail-diensten. Deze groei betekent dat de parkeerplaats van het station op weekdagen om 6.30 uur vol is en parkeren rond het station (zoals bij andere stations op dit deel van de lijn, bijv. Theydon Bois en Debden ) voor plaatselijke bewoners vrijwel onmogelijk is. Dit heeft ertoe geleid  dat veel bewoners en plaatselijke groepen hebben opgeroepen tot de heropening van de stations North Weald en Ongar om de drukte rond het station van Epping te verminderen.

## Trivia
- Station Epping ligt 26,4 kilometer ten noordoosten van Charing Cross.
- De rit naar het eerstvolgende station Theydon Bois kost vijf minuten.
- Station Epping en het eindpunt van de Central Line ten westen van Londen liggen in dezelfde zone.